# ویکرام (بازیگر)
ویکرام (انگلیسی: Vikram؛ زادهٔ ۱۷ آوریل ۱۹۶۶) هنرپیشه و صداپیشه اهل هند است. وی از سال ۱۹۹۰ میلادی تاکنون مشغول فعالیت بوده‌است.
از فیلم‌ها یا برنامه‌های تلویزیونی که وی در آن نقش داشته‌است می‌توان به من اشاره کرد.
وی همچنین برندهٔ جوایزی همچون جایزه فیلم‌فیر جنوب شده‌است.

## فیلم‌شناسی
فهرست برخی از فیلم‌هایی که ویکرام در آنها به ایفای نقش پرداخته‌است:
- من
- جوانی
- پلید
- راوانا
- بیگانه
- سوپر
- مافیا
- دختر خدا
- جمینی
- قبل از اینکه تا ۱۰ بشمارم
- رودخانه خون
- ستو
- فاتح کادارام
- رقص
- دیوید-تامیلی
- دیوید-هندی
- دو چهره
- شاه
- پونیین سلوان
- پسر اجداد
- مسیر شاه
- شادی
- ۹ ماه
- طرح
- بهیما
- شجاعت
- پونیین سلوان: قسمت دوم (۲۰۲۳)